# Mikhail Popkov
Mikhail Viktorovich Popkov (em russo: Михаи́л Ви́кторович Попко́в; Angarsk, 7 de março de 1964) é um assassino em série, estuprador e necrófilo da Rússia que entre 1992 e 2010 matou 82 mulheres e um homem em cidades do sudeste da Sibéria. Ele ficou conhecido como "O Lobisomem", "O Maníaco de Angarsk" e "O Assassino da Quarta-Feira" e é o serial killer mais prolífico da história da Rússia.    
Ele já cumpria duas prisões perpétuas em 2020 por 81 mortes e três tentativas, quando confessou mais dois assassinatos, tendo a pena sido aumentada em mais 10 anos, relata o jornal Tass em seu portal. 

## Biografia
Mikhail Popkov nasceu em 7 de março de 1964 em Norilsk, Krasnoyarsk Krai, no que era então a República Socialista Federativa Soviética Russa, sendo criado pelos avós até os cinco anos de idade, quando se mudou para a casa dos pais em Angarsk, onde também vivia sua irmã. Yevgeny Karchevsky, responsável pela investigação do caso desde 2014, disse ao jornal Le Parisien que ele teria crescido sem o amor dos pais. 
Trabalhou como policial até 1998, quando deixou a função para trabalhar como segurança na Angarsk Oil and Chemical Company e em uma empresa privada. Era casado com Elena Popkova e tinha uma filha chamada Ekaterina (ou Katya).   
Era considerado pelos vizinhos uma pessoa normal e com uma família perfeita, se bem que "pouco sociável". 

## Crimes
De 1992 a 2010, Popkov matou dezenas de mulheres entre 15 e 50 anos, assim como um policial, na cidade de Angarsk e arredores.

### Perfil das vítimas
Popkov tinha como alvo mulheres que faziam coisas que ele considerava imorais. Algumas eram prostitutas, mas muitas outras eram mulheres comuns. "As mulheres assassinadas não tinham perfis marginais: eram filhas, mães de família ou esposas", escreveu a RFI, tendo ele relatado após sua prisão que matou inclusive uma professora na escola de música de sua filha Katya.  
"As vítimas eram aquelas que, desacompanhadas de homens, à noite, sem um propósito certo, estavam nas ruas, se comportando de forma descuidada, que não tinham medo de conversar comigo, entrar no meu carro e depois sair para dar uma volta em busca de aventuras, por diversão, prontas para beber álcool e ter relações sexuais comigo" - disse após ser preso. 

### Modus operandi
Sua tática para atrair vítimas era sair à noite, geralmente em seu carro de polícia e vestindo seu uniforme de policial, encontrar uma vítima em potencial e oferecer-lhe uma carona. Porém, ao invés de levar a mulher para casa, ele dirigia até locais remotos onde a forçava a se despir, matando a vítima com ferramentas como machados, chaves de fenda e facas, e algumas vezes cometendo estupro e necrofilia. Por ter mutilado severamente os corpos, recebeu o apelido de "Lobisomem" e o "Maníaco de Angarsk". Outro apelido que recebeu foi "Assassino da Quarta-feira" devido aos corpos de suas vítimas geralmente serem encontrados nas quartas-feiras. 
Depois de matar suas vítimas, ele descartava os corpos em áreas isoladas, como matas e charnecas.  
"Algumas de suas vítimas foram encontradas vivas, mas morreram mais tarde no hospital", reportou a BBC em 2018. Ele mesmo disse que uma vez voltou à cena de um crime onde havia deixado duas vítimas para recuperar algo que pudesse incriminá-lo e, tendo encontrado uma das mulheres respirando, a matou com uma pá.

### Motivação
Popkov declarou que "queria limpar as ruas de prostitutas" e de "mulheres imorais" e inicialmente acusou sua esposa de infidelidade, afirmando que sua brutalidade era o resultado da traição, mas isto foi posteriormente descartado. O psiquiatra  Alexander Grishin acredita que o fato de ele ter crescido com uma mãe alcoólatra e supostamente abusiva contribuiu para o afloramento da psicopatia. Um laudo médico considerou que ele era "propenso a alguma mania sadicamente homicida".  

#### Área de atuação
Atuou na cidade de Angarsk, no distrito de Angarsk, cidade de Irkutsk, na região de Irkutsk, no município de Usolye-Sibirskoye e no distrito de Usolsk. 

## Investigação e prisão
As primeiras mulheres assassinadas foram descobertas em meados da década de 1990, mortas por métodos semelhantes. No entanto, apesar de extensas investigações e depoimentos de vítimas sobreviventes, Popkov não foi descoberto até 2012, quando investigadores descobriram rastros de um Lada 4×4, um veículo off-road usado pela polícia, em várias cenas de crime. Testes de DNA de 3.500 policiais em 2012 por fim levaram à captura de Popkov naquele mesmo ano na cidade de Vladivostok, que posteriormente levou os policiais a diversas cenas de crime.  
"Mais de 900 testemunhas foram interrogadas, mais de 100 investigações sobre seus depoimentos foram conduzidas nas cenas do crime, os corpos de mais de 20 vítimas foram exumados", reportou o Tass em 2017. 
Preso, ele disse durante um depoimento: 
"Eu tinha uma vida dupla. Em uma vida eu era uma pessoa comum, eu estava no serviço, na polícia, tendo um feedback positivo sobre meu trabalho. Eu tinha uma família e minha esposa e minha filha me consideravam um bom marido e pai, o que correspondia à realidade. Na minha outra vida, cometi assassinatos, os quais escondi cuidadosamente de todos, sabendo que isso era um crime. Minha esposa e minha filha nunca souberam dos crimes que cometi e nem suspeitaram disso".

## Julgamento e sentença
Em janeiro de 2015 ele foi condenado a prisão perpétua por 22 assassinatos e duas tentativas de assassinato e em 10 de dezembro de 2018 foi condenado novamente a prisão perpétua pelo assassinato de outras 55 mulheres e um homem. Em 2021 recebeu uma pena adicional de quase 10 anos por ter confessado mais duas mortes em 2020.  

## Na cultura popular
Sua história foi relatada num episódio do podcast Serial Killers chamado The Werewolf Mikhail Popkov" (O lobisomen Mikhair Popkov).  Dois livros também foram escritos: From Cop To Killer: The Chilling Biography of Mikhail Popkov (2023) e Serial Killing Cop: The True Story of Mikhail Popkov (2017).